# NGC 4106
NGC 4106 este o galaxie lenticulară situată în constelația Hidra. A fost descoperită în 7 martie 1791 de către William Herschel.